# Johan Peter Larssen
Johan Peter Larssen (født 17. juni 1822, død 15. maj 1896) var en dansk fyrskipper fra Sæby, som deltog i begge slesvigske krige, men er mest kendt for sin indsats i 2. slesvigske krig i 1864.
Fra 1852-1883 var Larssen fyrskibskaptajn - først på Læsø Rende fyrskib og de sidste otte år på Drogden fyrskib. I begge Slesvigske krige søgte han orlov fra fyrskibene og meldte sig frivilligt til krigstjeneste. Han skabte især opmærksomhed for sin indsats ved rømningen af Dannevirke og Kampene ved Dybbøl i 1864. 
For sin indsats i første slesvigske krig blev han udnævnt til Dannebrogsmand, og efter den anden blev han Ridder af Dannebrog i ordenens tredje klasse. Hans erindringer er udgivet som e-bog og han portrætteres i 1864 af Søren Malling.